# 大森城 (美濃国)
大森城（おおもりじょう）は、岐阜県可児市にあった日本の城（平山城）。城跡は可児市指定史跡となっている。

## 概要
標高145メートル、比高差35メートルの丘に建てられた。城址の山頂の平地に井戸があり、その周囲に空堀の遺構がある。

## 歴史
永禄年間に奥村元信の子である奥村元広が築城した。天正10年（1582年）に森長可に攻められ廃城になった。

## 所在地
岐阜県可児市大森